# Сицилийско-арабский язык
Сицилийско-арабский язык (араб. اللهجة الصقلية‎) — одна из средневековых разновидностей разговорного арабского языка, получившего распространение в мусульманских землях Южной Италии (Барийский эмират) и близлежащих островах, покорённых арабами в VIII—XI веках. Принадлежал к арабской группе семитских языков, был близок магрибским диалектам, от которых и произошёл. Наиболее широкую известность сицилийско-арабский язык получил в Сицилийском эмирате в 859—1092 годах, хотя в письменных документах продолжал использоваться классический арабский язык. Даже после захвата островов норманнами, обе разновидности языка, устная и письменная, продолжали функционировать в официально-деловой сфере пока, под давлением римских пап, новая языковая политика романизации острова не привела к планомерному вытеснению арабского из официальной сферы между 1118 и 1132 годами. Последние носители языка, по-видимому, сохранялись в Сицилии до последних массовых депортаций «мавров» в 1240-х годах, на материке до 1300 года, когда был разрушен последний оплот мусульман — г. Лучера. Единственным регионом, где сицилийско-арабский язык сохранился и дошёл до наших дней, стала Мальта. Здесь на основе сицилийско-арабского языка при сильном романском влиянии в XII—XIX веках сформировался современный мальтийский язык.

## История
Арабо-исламская культура Сицилии достигла расцвета при арабском господстве между 859 и 1086 годами (Сицилийский эмират). Примечательно что первые норманские короли настолько прониклись любовью ко всему арабскому, что даже были прозваны «крещеными султанами Сицилии». При них арабский язык и культура долгое время продолжали использоваться, так как многие арабы занимали важные должности, арабские торговцы и ремесленники имели свои кварталы, а мечети даже пользовались некоторыми привилегиями. При дворе христианских королей было много арабских учителей и поэтов, в обращении продолжали использоваться монеты с датами хиджры, арабскими надписями, и даже цитатами из Корана. В течение как минимум века арабский оставался одним из государственных языков, его фонетика повлияла на формирование современного сицилийского языка, в котором арабские следы сохраняются до наших дней. По утверждениям нескольких шокированных путешественников, дети христианских королей по-арабски говорили лучше, чем по-итальянски, так как дворцовые гаремы были почти поголовно составлены из арабских наложниц, рабынь и прочей прислуги, которые кроме как по-арабски не говорили. Тем не менее, усиление ассимиляционного давления в годы крестовых походов, постепенная христианизация Сицилии, массовое мухаджирство мусульман в Африку или депортации их на континент, а также иммиграция норманнов, французов и итальянцев на Сицилию привели к исчезновению языка.

## Мальта
Сохранение арабо-сицилийских говоров на Мальте объяснялось большей близостью последней к Северной Африке, наличием мощного близкородственного финикийского субстрата на момент арабского завоевания (которого не было на греко- или романоязычной Сицилии), и, что самое важное, массовым переходом мальтийских мусульман в христианство, что позволило им избежать депортаций в Африку, а значит и сохранить родной язык в местах своего традиционного проживания.